# Башкіров Віктор Андрійович
Башкіров Віктор Андрійович (* 27 листопада 1920 — 27 липня 1991) — радянський військовий льотчик, Герой Радянського Союзу (1944). Почесний громадянин Чернігова (1986).

## Життєпис
Народився 27 листопада 1920 року у селищі Оргтруд (нині мікрорайон в складі Фрунзенського району міста Владимир, РФ) в сім'ї робітника. Після закінчення семирічки працював токарем на заводі «Автоприлад», навчався в аероклубі. У 1939 році вступив до Сталінградської військової авіаційної школи пілотів. У травні 1941 року був направлений до запасного полку.
У РСЧА з 1940 року.
Участь у військових операціях почав брати з вересня 1941 року на Західному фронті спочатку у складі 122-го винищувального авіаційного полку 11-ї змішаної авіадивізії, а потім — 519-го винищувального авіаційного полку 201-ї винищувальної авіаційної дивізії.
За період боїв на Західному фронті (до 30 жовтня 1942 року) здійснив 166 успішних бойових вильотів, у 19 повітряних боях збив 4 і ушкодив 3 літаки ворога.
На початку 1943 року 519-й винищувальний авіаційний полк переданий до 283-ї винищувальної авіадивізії 16-ї повітряної армії, яка передислокувалась під Курськ. Командир ескадрильї старший лейтенант Віктор Башкіров за час бойових дій на Курській дузі здійснив 67 бойових вильотів і провів 12 повітряних боїв, у яких особисто збив сім фашистських літаків. Окрім того, виконав 9 штурмувань німецьких військ, знищивши 5 автомашин і понад 30 солдатів та офіцерів противника. Його успіхи були відзначені командуванням: у червні 1943 року нагороджений орденом Олександра Невського, а в липні — орденом Вітчизняної війни 2-го ступеня.
Указом Президії Верховної Ради СРСР від 4 лютого 1944 року помічнику командира з повітряно-стрілецької служби 519-го Червонопрапорного винищувального авіаційного полку 283-ї винищувальної авіаційної дивізії капітану Віктору Андрійовичу Башкірову було присвоєне звання Героя Радянського Союзу.
Брав участь у Параді Перемоги у зведеному полку 1-го Білоруського фронту.
Після війни продовжив службу у ВПС, у 1955 році був призначений заступником командира дивізії з льотної підготовки. Опановував реактивні літаки МІГ-15, МІГ-17, МІГ-19, налітав на них понад тисячу годин і одержав кваліфікацію військового льотчика першого класу.
У 1960 році полковник Башкіров звільнився у запас і оселився в Чернігові. Через два роки його обрали заступником голови обкому ДТСААФ. Продовжував літати на літаках Як-12 і Ан-2, налітав 2550 годин. У 1965 році здобув звання абсолютного чемпіона області з парашутного спорту.

Місце поховання В. А. Башкірова

Помер Віктор Андрійович 27 липня 1991 року.

## Почесні звання, нагороди та вшанування пам'яті
За освоєння нової авіаційної техніки і зразкову службу був нагороджений орденом Леніна і трьома орденами Червоного Прапора, орденом Олександра Невського, орденами Вітчизняної війни 1-ї та 2-ї степені, двома орденами Червоної Зірки, медалями.
За активну військово-патріотичну роботу по вихованню молоді та участь у громадському житті міста й області 17 грудня 1986 року В. А. Башкірову було присвоєне звання почесного громадянина Чернігова.
У Чернігові на будинку в якому жив Віктор Андрійович Башкіров встановлено меморіальну дошку.